# Kereitek

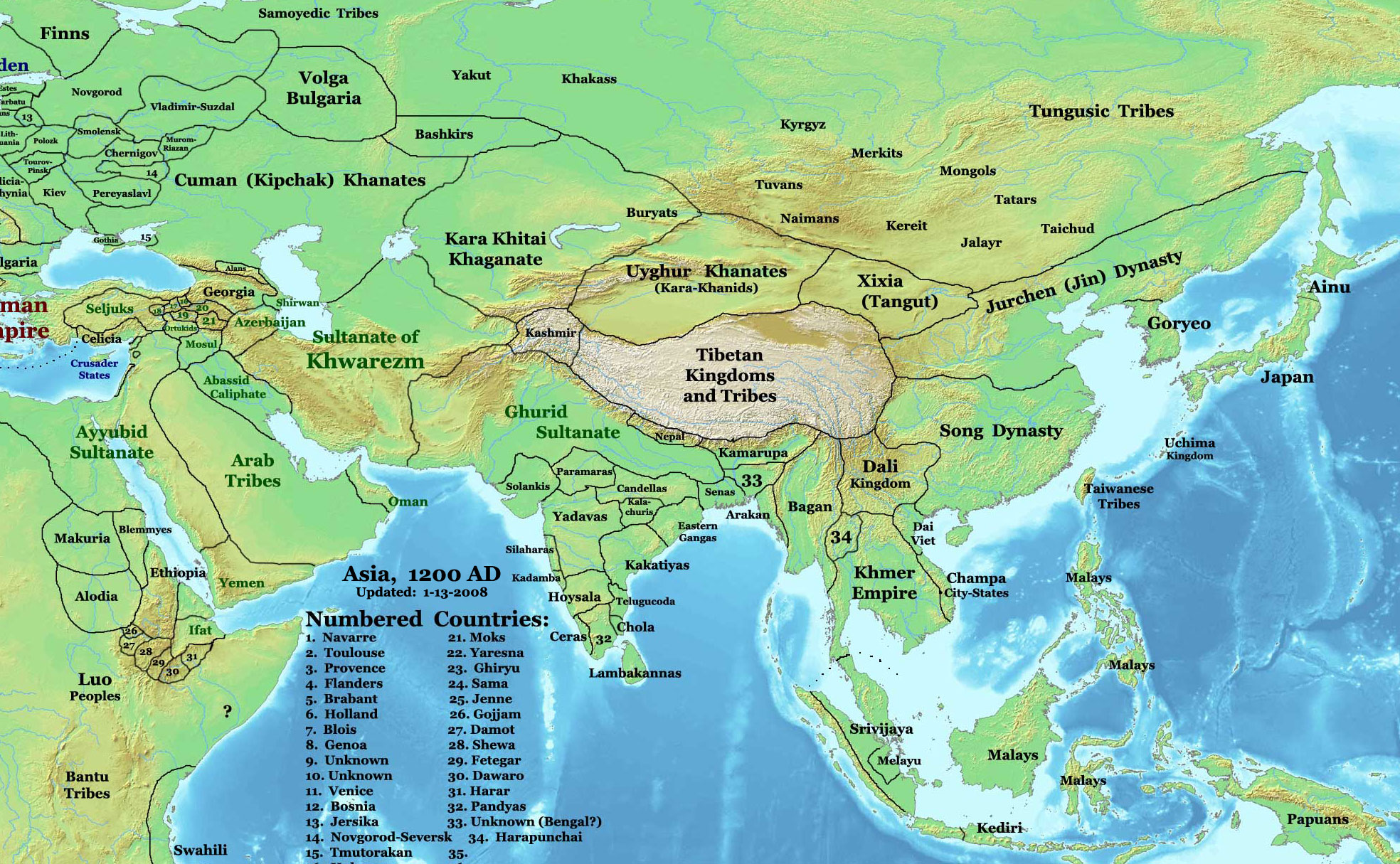
A jövendő Mongol Birodalom népei, köztük a kreitek lakóhelye 1200 körül

A kereitek elmongolosodott török nép voltak Mongóliában a Dzsingisz mongol nagykán birodalmát megelőző időkben. Mongólia középső részén éltek az Orhon, a Tola és az Ongin folyók vidékén, felvették a nesztoriánus kereszténységet. Legismertebb kánjuk a Dzsingisz kán előtti időszakban a mongol sztyeppe legnagyobb uralkodója: Tooril Ong kán volt. 

## Történetük
A kereietek elmongolodott törökök voltak a mongol sztyeppen, akik a 11. század elején felvették a nesztoriánus kereszténységet. Uralkodóik között olyan keresztény nevek fordultak elő, mint a Marguz (Marcus), Kurcsakuz (Cyriacus), Szergiz (Sergius). 
A 12. század végén Temüdzsin, a későbbi Dzsingisz mongol nagykán fiatal korában a kereitek kánja, Tooril Ong kán volt a mongol sztyepp legtekintélyesebb uralkodója.  Tooril kánt, aki Dzsingisz kán apjának, Jiszügej-baaturnak fogadott testvére, andája volt, a fiatal Temüdzsin apjának tekintette apja halála után.  Sokáig szövetségesek voltak, de miután Dzsingisz kán egyesítette a valódi mongolok törzseit, a két uralkodó és nép egymás vetélytársa lett. 1201-ben kezdett a viszonyuk megromlani, végül 1203-ban Dzsingisz kán legyőzte Tooril kánt. 
A kereitek Dzsingisz kán szolgálatába álltak. A kereit dzsirgin nemzetségből származó Kadak-baatur az utolsó pillanatig kitartott Tooril Ong kán mellett, lehetővé téve annak menekülését. Dzsingisz kán méltányolta ezt a hűséget és szolgálatába fogadta őt is.  A kereitek részesei lettek a mai mongol nép etnogenezisének.